# Louisa Gurski
Louisa Jane Gurski (nacida como Louisa Jane Sawers, Chertsey, 26 de mayo de 1988) es una deportista británica que compitió en piragüismo en la modalidad de aguas tranquilas.
Ganó una medalla de oro en el Campeonato Mundial de Piragüismo de 2014 y dos medallas en el Campeonato Europeo de Piragüismo, bronce en 2009 y plata en 2013.

## Palmarés internacional
| Campeonato Mundial | Campeonato Mundial          | Campeonato Mundial | Campeonato Mundial |
| Año                | Lugar                       | Medalla            | Competición        |
| ------------------ | --------------------------- | ------------------ | ------------------ |
| 2014               | Moscú (Rusia)               | Medalla de oro     | K1 5000 m          |
| Campeonato Europeo |                             |                    |                    |
| Año                | Lugar                       | Medalla            | Competición        |
| 2009               | Brandeburgo (Alemania)      | Medalla de bronce  | K4 200 m           |
| 2013               | Montemor-o-Velho (Portugal) | Medalla de plata   | K1 5000 m          |